# Cross Valley
Das Cross Valley (schwedisch Dwarsdal, in Argentinien Cañadón Díaz) ist ein 3 km langes Tal mit nordwest-südöstlicher Ausrichtung auf der westantarktischen Seymour-Insel. Das Tal durchschneidet den mittleren Teil der Insel, die südlich des nordöstlichen Endes der Antarktischen Halbinsel liegt.
Teilnehmer der Schwedischen Antarktisexpedition (1901–1903) unter der Leitung Otto Nordenskjölds nahmen die Benennung vor, die der geografischen Lage des Tals auf der Seymour-Insel Rechnung trägt. Die schwedische Benennung übertrug das UK Antarctic Place-Names Committee am 21. November 1949 ins Englische. Namensgeber der in Argentinien geläufigen Benennung ist Manuel Díaz, 1903 Mechaniker auf der Korvette Uruguay zur Rettung der auf der Paulet-Insel verschollenen Teilnehmer von Nordenskjölds Expedition.